# I. Mária portugál királynő
I. Mária (Lisszabon, 1734. december 17. – Rio de Janeiro, 1816. március 20.), teljes neve portugálul: Maria da Glória Francisca Isabel Josefa Antónia Gertrudes Rita Joana de Bragança, Portugália, Algarbia és Brazília Bragança-házból származó uralkodója, Portugália második királynője 1777. február 24-étől. Elhatalmasodó elmebaja miatt a kormányzást 1792-től fia vette át, aki VI. János néven lépett trónra anyja halála után.

## Élete

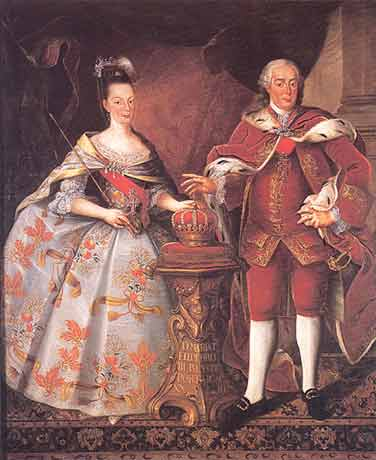
I. Mária királynő, férjével, III. Péter királlyal

I. József király leánya. Saját nagybátyjához, Péterhez ment nőül, így apja 1777-ben bekövetkezett halála után megosztotta férjével a trónt. Koronázása után első dolga az volt, hogy a felvilágosodott Pombal minisztert elbocsátotta és perbe fogatta, összes rendelkezését megsemmisíttette. Férjének és legidősebb fiának halála és a francia forradalomról hallott szörnyű hírek annyira megviselték, hogy 1792 januárjában idegösszeomlást kapott. Ettől fogva fia, János infáns irányította az országot 1799-ig, amikor anyja állapotát menthetetlennek ítélték, és János régensherceg lett. 1807 novemberében a bevonuló napóleoni francia–spanyol hadseregek elől az egész család Brazíliába menekült; Mária ott halt meg.
Elmebaja miatt az utókor a Siránkozó jelzővel illette.

## Családja
Férjétől, aki a nagybátyja is volt, hat gyermeke született:
- József (1761–1788) trónörökös
- János (1763–1763)
- János (1767-1826), később VI. János néven Portugália királya.
- Mária Anna Viktória (1768–1788), aki Gábor spanyol infánshoz (1752–1788), III. Károly spanyol király fiához ment feleségül, 3 gyermek
- Mária Klementína (1774–1776)
- Mária Izabella (1776–1777)